# Paulus de boskabouter (1974-1976)
Paulus de boskabouter was een poppenserie die van 29 september 1974 tot 30 april 1976 dagelijks werd uitgezonden, met in totaal 288 afleveringen
Het was, na Paulus de boskabouter uit 1967–1968, de tweede serie die werd gemaakt over Jean Dulieus personage Paulus de boskabouter, ditmaal door de studio van Thijs Chanowski met Loek de Levita als producent. Leen Valkenier schreef hiervoor de teksten. Elsje Scherjon, Frans van Dusschoten en Ger Smit (die ook De Fabeltjeskrant inspraken), zorgden voor alle stemmen.

## Personages
| Personage                | Stem acteur/actrice  |
| ------------------------ | -------------------- |
| Paulus de boskabouter    | Frans van Dusschoten |
| Eucalypta de heks        | Elsje Scherjon       |
| Oehoeboeroe de wijze uil | Ger Smit             |
| Krakras                  | Frans van Dusschoten |
| Salomo de raaf           | Frans van Dusschoten |
| Joris het vispaard       | Frans van Dusschoten |
| Olke Bolke de schildpad  | Ger Smit             |
| Gregorius de das         | Ger Smit             |
| Boelie de robot          | Ger Smit             |
| Laurens de tuinkabouter  | Ger Smit             |
| Stien fee                | Elsje Scherjon       |